# Hervormde kerk (Gaast)
De hervormde kerk van Gaast is een kerkgebouw in de gemeente Súdwest-Fryslân in de Nederlandse provincie Friesland.

## Geschiedenis
De zaalkerk met driezijdige koorsluiting werd in 1916 ommetseld. In de houten geveltoren met ingesnoerde spits hangt een klok (1718) van Jan Albert de Grave. Het mechanisch torenuurwerk is gemaakt door Van Bergen. Het orgel uit circa 1860 is gebouwd door Willem Hardorff. De kerk is een rijksmonument en is sinds 2018 eigendom van de Stichting Alde Fryske Tsjerken.

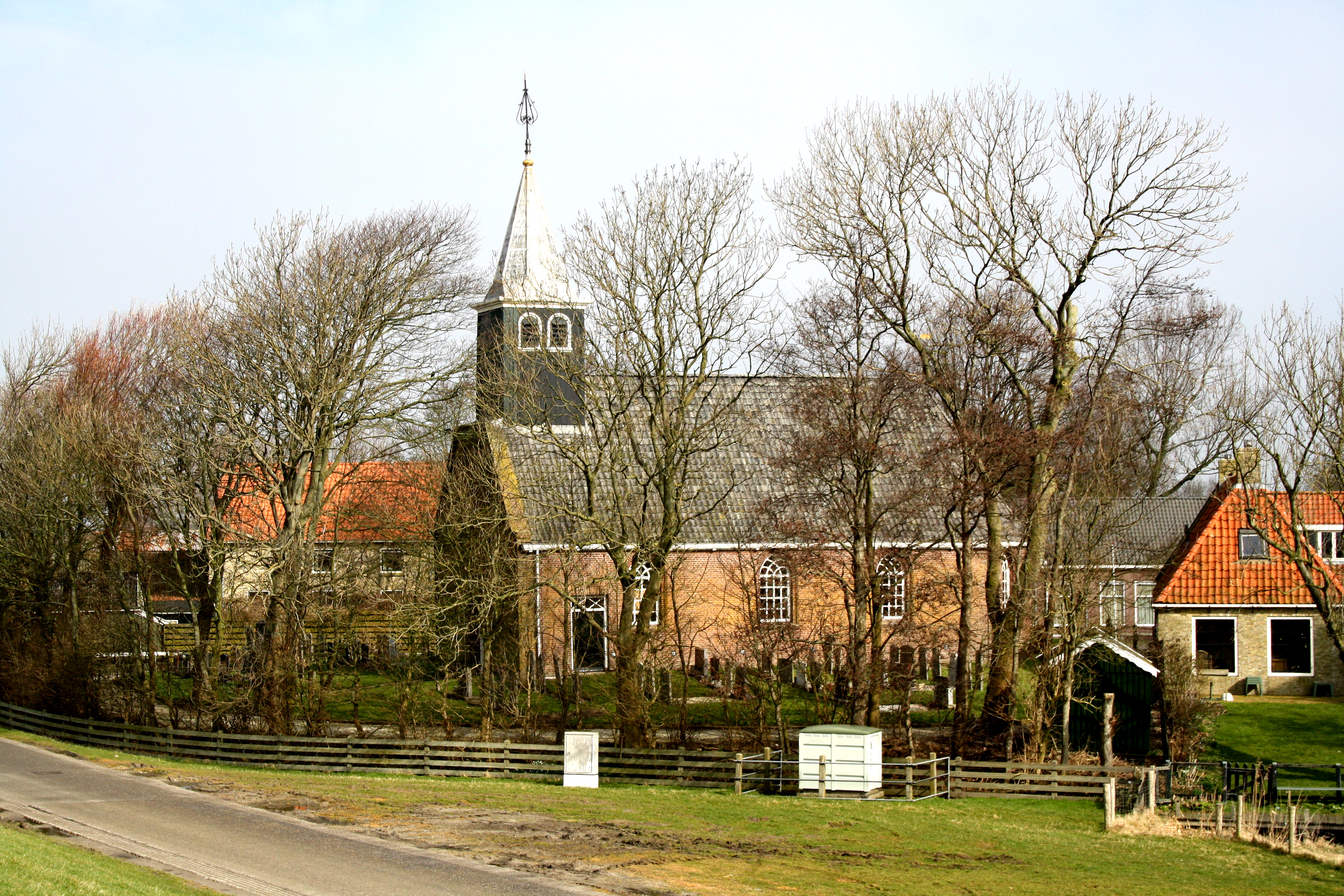
Kerk van Gaast (2012)